# 大埔县虎山中学
虎山中学初校名为「湖山官学」，创建于清光绪32年（1906年），「官学」办学32年，其中毕业生高小411人，初中仅有一届13人，其中毕业者不乏当时国民著名将领，罗卓英、吴克英、何渠若、蓝天民、刘旭辉、罗博平等，在1936年，当时任国民革命军高级将领罗卓英、吴奇伟及爱国侨领蓝晋卿先生等在择定五虎山麓社坛地创建新校，因其背靠湖寮镇五虎山麓，命名为「虎山公学」，在1941年更名为「虎山中学」。
虎山中学现为完全中学，分为初中部与高中部，为大埔县重点中学，亦是大埔县中高考场地之一。

## 历史沿革

### 湖山官学时期
湖山官学创建于清光绪32年（1906年），办学32年，毕业生高小411人，初中仅一届13人。1938年虎山公学成立，原「湖山官学」校产归并为刚刚建立的虎山公学。
期间毕业著名校友：罗卓英、罗博平、刘旭辉、蓝天民、吴星峰、蓝萼洲、吴步梯、吴克英、何渠若等。

### 虎山公学时期

#### 民国时期
- 民国25年（公元1936年）虎山公学成立，虎山公学由时任国民革命军第18军军长罗卓英，在1938年与乡贤共议创建了该校。
- 同年4月18日，建校奠基，罗卓英将军亲手为新校建立奠基，爱国侨领蓝晋卿、陈邵丞赴南洋各大埔外侨地区募捐建校资金，国内由罗卓英劝捐，共募集的资金140000余元，遂聘请丰顺县美华建筑工程公司为新校施工，历两年（公元1938年），主体楼房竣工，交付使用。
- 民国26年（1937年）8月，抗日战争爆发，罗博平委任虎中校长，从上海前线返埔筹备开学事务。
- 民国27年（1938年）春，组建校董事会，董事长：罗卓英；董事：陈邵丞、蓝子明、蓝晋卿、丘寿民等。罗卓英亲自挥笔题写「虎山公学」校名，定「正·静·信·进」为校训。同年，虎山中学开课，招收学生640名，分设中、小学两部；
- 1941年，「虎山公学」年更名为「虎山中学」
- 1941年太平洋战争爆发，二期工程（项目包括大礼堂，体育馆、学生宿舍、科学馆、图书馆、运动场、医院、电厂等）搁置下来。
  - 期间（1938—1945年）虎山公学实施以抗战救国为中心的爱国主义教育，把军事及体育列为重要课程。

#### 新中国时期
1952年，大埔县人民政府接管了全县中小学，虎中由地方私立转为公办，经费由政府统筹，教员由县教育局聘任，统一教学。

1962年，虎山中学被县政府定为「宝塔学校」开始招收高中新生两个班。

1978年，虎山中学被列为大埔县、梅州市市级重点中学。

2000年，晋升为广东省一级学校。

2008年，荣获「广东省国家级示范性普通高中」。

## 历任校长

### 湖山官学时期
| 任 期         | 姓 名      |
| ------------- | ---------- |
| 1906春—1907夏 | 蓝筱庐     |
| 1907秋—1907冬 | 罗仙俦     |
| 1909春—1913夏 | 蓝雪桥     |
| 1913秋—1920冬 | 杨淑之     |
| 1921春—1921夏 | 罗卓英     |
| 1921春—1921夏 | 蓝筱庐     |
| 1922春—1922冬 | 罗柏麓代理 |
| 1923春—1924冬 | 罗卓英     |
| 1925春—1926冬 | 篮冠群     |
| 1927春—1927夏 | 赖释然     |
| 1927秋—1927冬 | 邬丹云     |
| 1928春—1931冬 | 罗朗如     |
| 1932春—1932冬 | 林伊源     |
| 1933春—1933冬 | 罗伯鸿     |
| 1934春—1934冬 | 罗公明     |
| 1935春—1937冬 | 蓝绎铭     |

### 虎山中学时期
2007年至今，张晋田先生

## 校园文化

### 校训
「正·静·信·进」
「正」品德、行为端方正直；

「静」个人心境要远离喧嚣，专心致志；

「信」诚实守信，以诚信立身，以诚信谋求发展；

「进」持之以恒，不断进取，不断发展，不断提高自身能力

### 虎山中学校歌
作词：罗卓英
作曲：马思聪
中华民族虎虎有生气，

智仁勇提高了我们国际的地位,

教养卫是培植我们祖本的利器民族啊!

勃勃有生机虎虎有生气,新的中国靠我们努力造起!

新的世界靠我们努力造起!

梅川环流虎岭雄峙形胜天然磅礴壮丽,

我们的学校尊严崇隆卓立此,

到这里来的人们啊!

锐敏真挚健武沉毅起来!

我们是复兴大民族的勇士!

起来我们是建立新社会的同志!

中国青年把握住自己过去的,

都当作教训我们的历史,

未来的都有人会做我们的继承青年啊!

把握住现在把握住自己,

新的中国靠我们努力造起!

新的世界靠我们努力造起!

潮流澎湃日新月异虚心求学实心做事,

我们的校训正静信进这四个字,

这四个字的内容啊!端已致知诚意勇为起来!

我们是复兴大民族的勇士!我们是建立新社会的同志!